# Steve Strange
Steve Strange (eg. Steven John Harrington), född 28 maj 1959 i Newbridge i Wales, död 12 februari 2015 i Sharm el-Sheikh i Egypten, var en brittisk sångare och popikon, mest ihågkommen som en partyfixare och som frontman och sångare i Visage. Strange sägs ofta ha varit "ultimate new romantic (ultimata "nya romantikern") på grund av att hans stora påverkan på den brittiska klubbscenen på det tidiga 1980-talet och synthmusiken märks av än idag.

## Biografi
Strange föddes i Porthcawl i södra Wales. Han flyttade till London som femtonåring där han arbetade för Malcolm McLaren och blev vän med Glen Matlock i Sex Pistols. Han designade affischer, gjorde koreografin till videor och drev många nattklubbar, till exempel Blitz. Han medverkade också i musikvideon till David Bowies "Ashes to Ashes" 1980 innan han slog igenom med New romantic-bandet Visage.
1978 tog han över micken i The Photons efter sångaren David Littlers död. Snart startade han dock det egna bandet Visage tillsammans med Midge Ure och Rusty Egan. Snabb succé och flera hitsinglar, bland annat "Fade to Grey", som toppade listorna i 21 länder, gav Strange och de andra medlemmarna i Visage stjärnstatus i Storbritannien och resten av (väst)Europa. Framgångarna blev dock färre och till slut splittrades gruppen 1984. Senare bildade Strange Strange Cruise med Wendy Wu, men det blev ett kortlivat projekt.
1985 åkte Strange till Ibiza i Spanien, där han gick med i den nystartade Trance-rörelsen, där man besökte exotiska partyn för kändisar, bland andra Sylvester Stallone. I början på 1990-talet var han värd på klubben Double Bass. Strange var nära vän till Michael Hutchence i INXS, och när denne dog tog det Strange hårt, vilket ledde till depression och några omskrivna snatteriincidenter. Stranges biografi Blitzed! publicerades 2002. 
Han startade sedan åter Visage tillsammans med musiker från andra moderna elektroband. Han spelade in Visages "mark II" första originalskrivna låt "In the Dark" som en del i musikduon Punx Soundchecks debutdubbelalbum When Machines Ruled the World. Det släpptes i Europa hösten 2006. I november 2006 var han med i BBC:s realityserie Celebrity Scissorhands som är en del av BBC:s välgörenhetskampanj Children in Need.
2015 avled Steve Strange efter en hjärtattack.

## Diskografi

### Album
- Visage (nov. 1980)
- The Anvil (mars 1982)
- Beat Boy (aug. 1984)
- Strange Cruise (1986)

### Singlar
- "Tar" (sept. 1979)
- "Fade to Grey" (nov. 1980)
- "Mind Of A Toy" (mars 1981)
- "Visage" (juni 1981)
- "The Damned Don't Cry" (jan. 1982)
- "Night Train" (juni 1982)
- "Pleasure Boys" (okt. 1982)
- "Love Glove" (aug. 1984)
- "Beat Boy" (nov. 1984)
- "Rebel Blue Rocker" (1986)
- "The Beat Goes On" (1986)
- "Cross: Manipulator" (1988)
- "Bolan Esq" (1991)